# Luxemburgi uralkodók házastársainak listája
A luxemburgi uralkodók házastársainak listáját tartalmazza az alábbi táblázat 1815-től napjainkig.

## Luxemburgi Nagyhercegség, 1815–napjainkig

### Orániai–Nassau-ház
| Képe | Címere | Neve                                                            | Apja                                                             | Születése           | Házassága | Uralkodói hitvessé válása                                                                                                   | Uralkodói hitvesi terminus vége                                                                                             | Halála            | Házastársa  |
| ---- | ------ | --------------------------------------------------------------- | ---------------------------------------------------------------- | ------------------- | --- | --- | --- | ----------------- | ----------- |
|      |        | Hohenzollern Vilma nagyhercegné                                 | II. Frigyes Vilmos porosz király (Hohenzollern-ház)              | 1774. november 18.  | 1791. október 1., Berlin | 1815. június 9. férje trónra lépése                                                                                         | 1837. október 12. | 1837. október 12. | I. Vilmos   |
|      |        | Henriette d'Oultremont de Wégimont grófnő nem lett nagyhercegné | gróf Ferdinand d'Oultremont de Wégimont                          | 1792. február 28.   | 1841. február 17., Berlin férjének a luxemburgi nagyhercegi címről való lemondása után morganatikus (rangon aluli) házasság | 1841. február 17., Berlin férjének a luxemburgi nagyhercegi címről való lemondása után morganatikus (rangon aluli) házasság | 1841. február 17., Berlin férjének a luxemburgi nagyhercegi címről való lemondása után morganatikus (rangon aluli) házasság | 1864. október 26. | I. Vilmos   |
|      |        | Romanov Anna nagyhercegné                                       | I. Pál orosz cár (Romanov-ház)                                   | 1795. január 7./18. | 1816. február 21., Szentpétervár                                                                                            | 1840. október 7. férje trónra lépése                                                                                        | 1849. március 7. férje halála                                                                                               | 1865. március 1.  | II. Vilmos  |
|      |        | Württembergi Zsófia nagyhercegné                                | I. Vilmos württembergi király (Württembergi-ház)                 | 1818. június 17.    | 1839. június 18., Stuttgart                                                                                                 | 1849. március 7. férje trónra lépése                                                                                        | 1877. június 3. | 1877. június 3.   | III. Vilmos |
|      |        | Waldecki Emma nagyhercegné                                      | György Viktor, Waldeck és Pyrmont uralkodó hercege (Waldeck-ház) | 1858. augusztus 2.  | 1879. január 7., Arolsen | 1879. január 7., Arolsen | 1890. november 23. férje halála                                                                                             | 1934. március 20. | III. Vilmos |

### Nassau–Weilburg-ház
| Képe                                                                       | Címere                                                                     | Neve                                                                           | Apja                                                                            | Születése                                                                  | Házassága | Uralkodói hitvessé válása | Uralkodói hitvesi terminus vége                                            | Halála                                                                     | Házastársa    |
| -------------------------------------------------------------------------- | -------------------------------------------------------------------------- | ------------------------------------------------------------------------------ | ------------------------------------------------------------------------------- | -------------------------------------------------------------------------- | --- | --- | -------------------------------------------------------------------------- | -------------------------------------------------------------------------- | ------------- |
|                                                                            |                                                                            | Anhalti Adelhaid nagyhercegné                                                  | Frigyes anhalti herceg, III. Lipót anhalt–dessaui herceg unokája (Ascaniai-ház) | 1833. december 25.                                                         | 1851. április 23., Dessau | 1890. november 23. férje trónra lépése | 1905. november 1. férje halála                                             | 1916. november 24.                                                         | I. Adolf      |
|                                                                            |                                                                            | Bragança Mária Anna nagyhercegné                                               | I. Mihály portugál király (Bragança-ház)                                        | 1861. július 13.                                                           | 1893. június 21., Schloß Fischhorn, Zell am See | 1905. november 17. férje trónra lépte | 1912. február 25. férje halála                                             | 1942. július 31.                                                           | IV. Vilmos    |
| Nem ment férjhez, uralkodása alatt nem volt nagyhercegi hitves 1912 – 1919 | Nem ment férjhez, uralkodása alatt nem volt nagyhercegi hitves 1912 – 1919 | Nem ment férjhez, uralkodása alatt nem volt nagyhercegi hitves 1912 – 1919     | Nem ment férjhez, uralkodása alatt nem volt nagyhercegi hitves 1912 – 1919      | Nem ment férjhez, uralkodása alatt nem volt nagyhercegi hitves 1912 – 1919 | Nem ment férjhez, uralkodása alatt nem volt nagyhercegi hitves 1912 – 1919 | Nem ment férjhez, uralkodása alatt nem volt nagyhercegi hitves 1912 – 1919 | Nem ment férjhez, uralkodása alatt nem volt nagyhercegi hitves 1912 – 1919 | Nem ment férjhez, uralkodása alatt nem volt nagyhercegi hitves 1912 – 1919 | I. Mária Adél |
|                                                                            |                                                                            | Bourbon–parmai Félix a nagyhercegnő férje Luxemburg hercege (Princeps Consors) | I. Róbert parmai herceg, Zita magyar királyné apja (Bourbon-ház, Capeting-ház)  | 1893. szeptember 28.                                                       | 1919. november 6., Luxembourg házasságkötése 1919. november 5. Házasságkötése előtt egy nappal elnyeri a Luxemburg hercege (Princeps Consors) címet, nagyhercegi titulust azonban nem kap felesége mellett. | 1919. november 6., Luxembourg házasságkötése 1919. november 5. Házasságkötése előtt egy nappal elnyeri a Luxemburg hercege (Princeps Consors) címet, nagyhercegi titulust azonban nem kap felesége mellett. | 1964. november 12. felesége lemondása                                      | 1970. április 8.                                                           | I. Sarolta    |
|                                                                            |                                                                            | Szász–Coburg–Gothai Jozefina Sarolta nagyhercegné                              | III. Lipót belga király (Szász–Coburg–Gothai-ház, Wettin-ház)                   | 1927. október 11.                                                          | 1953. április 9., Luxembourg | 1964. november 12. férje trónra lépése | 2000. október 7. férje lemondása                                           | 2005. január 10.                                                           | I. János      |
|                                                                            |                                                                            | Mestre Mária Terézia nagyhercegné                                              | José Antonio Mestre                                                             | 1956. március 22.                                                          | 1981. február 4., Luxembourg | 2000. október 7. férje trónra lépése | hivatalban                                                                 | élő                                                                        | I. Henrik     |

## Külső hivatkozások
- Marek, Miroslav: The Nassau Dynasty Genealogy. (Hozzáférés: 2014. december 7.)
- Theroff, Paul: Luxemburg. (Hozzáférés: 2014. december 7.)